# Bryum renauldii
Bryum renauldii là một loài Rêu trong họ Bryaceae. Loài này được Roll ex Renauld & Cardot mô tả khoa học đầu tiên năm 1900.